# Babək (rayon)
Babək (ook geschreven als Babek) is een district binnen de autonome republiek Nachitsjevan in Azerbeidzjan. Babək telt 66.900 inwoners (01-01-2012) op een oppervlakte van 900 km²; de bevolkingsdichtheid is dus 74,3 inwoners per km².